# Meine Fesseln
Meine Fesseln ist das dritte Studioalbum des deutschen Pagan-Metal-Solo-Projektes Waldgeflüster, das am 10. Januar 2014 über Black Blood Records veröffentlicht wurde. Es ist das erste Album des Ein-Mann-Projektes, das auch in Nordamerika verkauft wurde.

## Entstehung
Bei den Aufnahmen wurde Sänger Jan van Berlekom (genannt Winterherz) von vielen in der Szene bekannten Musikern unterstützt. Die Arbeiten an den ersten Stücken begannen noch vor der Veröffentlichung des Debütalbums. Jedoch wurde die Arbeit bis 2012 unterbrochen, ehe sich Winterherz in der Lage sah, dass bereits bestehende Material zu verarbeiten.
Die ersten Demos entstanden bereits im Jahr 2009, noch vor der Herausgabe des Debütalbums Herbstklagen. Nach drei Stücken wurde die Arbeit an dem Material vorerst gestoppt, um mit seinem Bruder das zweite Album Femundsmarka realisieren zu können. Die Arbeiten an den weiteren Stücken des Albums wurden erst 2012 wieder aufgenommen. Ende 2012 wurde das Aufnahmestudio bezogen. Die Aufnahmearbeiten erstreckten sich bis in den Herbst 2013 und wurde als „sehr anstrengend“ und „langwierig“ beschrieben. Das Schlagzeug wurde im Juli innerhalb von drei Tagen von Tobias Schuler – dem Schlagzeuger von Der Weg einer Freiheit und Fuck You and Die – komplett eingespielt. In einem Interview mit Powermetal.de beschrieb Winterherz diese drei Tage als „Highlight des gesamten Aufnahmeprozesses“.
Bei den Aufnahmen wurde Winterherz neben Schuler von weiteren Gastmusikern unterstützt: A. Lunn von Panopticon und Seiðr (E-Gitarre, Mandoline), Johann Becker von Austaras und Vukari (Violine), Janne Väätäinen von Haive (Kantele), Lukas Danninger von The Curse is Black (Klavier), Aimo Fuchs (Electronics) und Arvagr von Dagnir en Gwan (Gastsänger).

## Musikstil und Texte
Gegenüber Powermetal.de beschrieb Winterherz den Musikstil als eine Mischung aus Black Metal mit elektronischen Einschüben. Im Vergleich zu den Vorgänger-Album habe sich Winterherz auf die Melodik fokussiert. Er wolle den Einsatz von Klargesang weiter ausbreiten, da er den Gegensatz zwischen dem normalen und gutturalen Gesang spannend findet.
Im Gegensatz zu Herbstklagen und Femundsmarka handelt es sich bei Meine Fesseln erstmals nicht um ein Konzeptalbum, da laut Winterherz jedes Lied seine eigene Geschichte erzähle und eine eigene Handlung besitze.

## Resonanz
André Gabriel von Metal.de vergab insgesamt 9 von 10 möglichen Bewertungspunkten. Er war der Meinung, dass es mindestens einen emotional ergreifenden Song gebe und einen weiteren, welcher einen Refrain beherberge, den man immer wieder anhören wolle. Er meint, dass diese kleinen Dinge ausschlaggebend für eine derartige Bewertung seien. Er bemängelte lediglich Probleme beim Klargesang und die Tempi der Stücke.
Hang Mai Le vergab auf Powermetal.de die Höchstwertung und beurteilte das Album als das beste Werk des Sängers Winterherz. Bei Earshot.at erhielt das Album insgesamt 6 von 7 erreichbaren Punkten. In der Rezension von dark-festivals.de wurde Meine Fesseln als das bisher beste Album von Waldgeflüster bezeichnet und erreichte 8 von 10 möglichen Punkten.